# Вальдес, Оскар (политик)
Оскар Эдуардо Вальдес Данкуарт (исп. Oscar Eduardo Valdés Dancuart; род. 3 апреля 1949 года, Лима, Перу) — перуанский бизнесмен и политик, премьер-министр Перу с 11 декабря 2011 по 23 июля 2012 года.

## Биография
Вальдес родился в Лиме, учился в военном училище Чоррильос (Escuela Militar de Chorrillos) с 1968 по 1972 год, затем поступил на службу в перуанскую армию в качестве второго лейтенанта артиллерии. В 1983—1984 годах учился в военной академии в Лиме, а в 1987—1988 годах в военной школе в Форт-Ливенуорте в США. В 1980-х преподавал в военной академии Чоррильос, где Ольянта Умала был одним из его учеников. Вальдес ушёл со службы в армии в январе 1991 года, в звании подполковника и занялся частным бизнесом в своём родном регионе Такна. Он был президентом Торгово-промышленной палаты Такны и президентом Федерации торгово-промышленных палат Южного макрорегиона.
28 июля 2011 года, после вступления Умалы в должность президента, получил пост министра внутренних дел в правительстве премьер-министра Саломона Лернера. Он занимал эту должность до декабря 2011 года, когда сменил Лернера на посту премьер-министра. Его предшественник ушёл в отставку после введения президентом чрезвычайного положения из-за протестов общественности против строительства золотых и медных рудников в регионе Кахамарка. Вальдес был назначен новым главой правительства. Его кабинет был приведён к присяге 11 декабря 2011. Однако уже 23 июля 2012 года кабинет правительства сменился. Хуан Хименес Майор возглавил новое правительство страны.